# Pustike (Šmarje pri Jelšah, Slovenija)
Pustike je naselje u slovenskoj Općini Šmarje pri Jelšahu. Pustike se nalazi u pokrajini Štajerskoj i statističkoj regiji Savinjskoj. 

## Stanovništvo
Prema popisu stanovništva iz 2002. godine naselje je imalo 99 stanovnika.